# Vincent Rousseau
Vincent Rousseau (Bélgica, 29 de julio de 1962) es un atleta belga retirado especializado en la prueba de 10000 m, en la que ha conseguido ser subcampeón europeo en 1994.

## Carrera deportiva
En el Campeonato Europeo de Atletismo de 1994 ganó la medalla de plata en los 10000 metros, corriéndolos en un tiempo de 28:06.03 segundos, llegando a meta tras el español Abel Antón (oro) y por delante del alemán Stéphane Franke.